# یواس‌اس ساسکوهنا (آی‌دی-۳۰۱۶)
یواس‌اس ساسکوهنا (آی‌دی-۳۰۱۶) (به انگلیسی: USS Susquehanna (ID-3016)) یک کشتی بود که طول آن ۱۵۲٫۷۰ متر (۵۰۱ فوت ۰ اینچ) بود. این کشتی در سال ۱۸۹۹ ساخته شد.